# Корчмарьов Климентій Аркадійович
Корчмарьо́в Климе́нтій Арка́дійович — радянський російський композитор. Лауреат Державної премії СРСР (1951).

## Біографічні відомості
Народився 3 липня 1899 р. у м. Верхньодніпровськ Дніпропетровської обл. Помер 7 квітня 1958 р. в Москві. Закінчив Одеську консерваторію (1919, клас Г. М. Бібер-Кіршон і В. Малішевського).
Автор опер, балетів, романсів, пісень, музики до українських фільмів: «Гомони, містечко!» (1939), «Тінь біля пірсу» (1955).

## Фільмографія
- «Троє з однієї вулиці» (1936)
- «Гомони, містечко!» (1939)
- «Поєдинок» (1944)
- «Далека наречена» (1948)
- «Тінь біля пірсу» (1955) та ін.